# Joaquim Lluís i Corominas
Joaquim Lluís i Corominas (Terrassa, Vallès Occidental, 24 de maig de 1937 -- Cubelles, Garraf, 3 de gener de 2024) fou un sacerdot català.
Era fill de Frederic Lluís i Comerma i d’Angelina Corominas i Serra. El 1956 entrà al seminari menor, llavors ubicat a l'edifici de la Conreria. Posteriorment es va formar al Seminari Conciliar de Barcelona, i fou ordenat sacerdot el 5 de juliol de 1970. La seva primera destinació fou la parròquia de Sant Esteve de Granollers (d'on a més fou nomenat vicari el 1979). Posteriorment fou rector de la parròquia de Sant Corneli de Collbató, on romangué entre 27 de desembre de 1978 i el 1997. El 1r de setembre de 1982 el van nomenar rector de Santa Maria del Bruc. Entre 1992 i 1996 va ser arxipreste de l'arxiprestat de Martorell.
El 18 de desembre de 1996 va ser nomenat rector de la parròquia de Santa Maria de Cubelles, únic càrrec que exercia des de llavors i fins a la seva mort.